# Hockey Club Řisuty
Le Hockey Club Řisuty est un club de hockey sur glace de Řisuty en Tchéquie. Il évolue en 2. liga, troisième échelon tchèque.

## Historique
Le club est créé en 1949.

## Palmarès
- Aucun titre.